# Interlands Frans voetbalelftal 1970-1979
Deze pagina toont een chronologisch en gedetailleerd overzicht van de interlands die het Frans voetbalelftal heeft gespeeld in de periode 1970 – 1979.

## Interlands

### 1970
|                                                                      |                  |       |                  |                                                                                      |
| 8 april Vriendschappelijk № 324 «onderlinge duels» 20:30 uur (UTC+1) | Frankrijk        | 1 – 1 | Bulgarije        | Stade Robert Diochon, Rouen Toeschouwers: 22.000 Scheidsrechter: Joseph Hannet (BEL) |
| 8 april Vriendschappelijk № 324 «onderlinge duels» 20:30 uur (UTC+1) | Henri Michel 38' |       | 28' Petar Zhekov | Stade Robert Diochon, Rouen Toeschouwers: 22.000 Scheidsrechter: Joseph Hannet (BEL) |

|                                                                       |                                             |       |          |                                                                                      |
| 28 april Vriendschappelijk № 325 «onderlinge duels» 20:30 uur (UTC+1) | Frankrijk                                   | 2 – 0 | Roemenië | Stade Auguste-Delaune, Reims Toeschouwers: 10.929 Scheidsrechter: Othmar Huber (SUI) |
| 28 april Vriendschappelijk № 325 «onderlinge duels» 20:30 uur (UTC+1) | Charly Loubet 10' Jean Djorkaeff 40' (pen.) |       |          | Stade Auguste-Delaune, Reims Toeschouwers: 10.929 Scheidsrechter: Othmar Huber (SUI) |

|                                                                    |                                     |       |                   |                                                                                |
| 3 mei Vriendschappelijk № 326 «onderlinge duels» 15:00 uur (UTC+1) | Zwitserland                         | 2 – 1 | Frankrijk         | St. Jakob-Park, Bazel Toeschouwers: 23.676 Scheidsrechter: Paul Schiller (AUT) |
| 3 mei Vriendschappelijk № 326 «onderlinge duels» 15:00 uur (UTC+1) | Rolf Blättler 28' Rolf Blättler 72' |       | 79' Hervé Revelli | St. Jakob-Park, Bazel Toeschouwers: 23.676 Scheidsrechter: Paul Schiller (AUT) |

|                                                                          |                                                           |       |                   |                                                                               |
| 5 september Vriendschappelijk № 327 «onderlinge duels» 20:30 uur (UTC+1) | Frankrijk                                                 | 3 – 0 | Tsjecho-Slowakije | Stade du Ray, Nice Toeschouwers: 13.418 Scheidsrechter: Rudolf Scheurer (SUI) |
| 5 september Vriendschappelijk № 327 «onderlinge duels» 20:30 uur (UTC+1) | Philippe Gondet 8' Charly Loubet 13' Bernard Bosquier 42' |       |                   | Stade du Ray, Nice Toeschouwers: 13.418 Scheidsrechter: Rudolf Scheurer (SUI) |

|                                                                        |                   |       |           |                                                                                   |
| 7 oktober Vriendschappelijk № 328 «onderlinge duels» 15:00 uur (UTC+1) | Oostenrijk        | 1 – 0 | Frankrijk | Praterstadion, Wenen Toeschouwers: 25.000 Scheidsrechter: Ferdinand Biwersi (FRG) |
| 7 oktober Vriendschappelijk № 328 «onderlinge duels» 15:00 uur (UTC+1) | Wilhelm Kreuz 49' |       |           | Praterstadion, Wenen Toeschouwers: 25.000 Scheidsrechter: Ferdinand Biwersi (FRG) |

|                                                                             |                                                  |       |                 |                                                                                            |
| 11 november EK 1972 kwalificatie № 329 «onderlinge duels» 17:00 uur (UTC+1) | Frankrijk                                        | 3 – 1 | Noorwegen       | Stade de Gerland, Lyon Toeschouwers: 10.357 Scheidsrechter: António Saldanha Ribeiro (POR) |
| 11 november EK 1972 kwalificatie № 329 «onderlinge duels» 17:00 uur (UTC+1) | Louis Floch 30' Georges Lech 55' Michel Mézy 63' |       | 79' Olav Nilsen | Stade de Gerland, Lyon Toeschouwers: 10.357 Scheidsrechter: António Saldanha Ribeiro (POR) |

|                                                                          |                       |       |                                   |                                                                                    |
| 15 november Vriendschappelijk № 330 «onderlinge duels» 15:00 uur (UTC+1) | België                | 1 – 2 | Frankrijk                         | Heizelstadion, Brussel Toeschouwers: 19.937 Scheidsrechter: Kurt Tschenscher (FRG) |
| 15 november Vriendschappelijk № 330 «onderlinge duels» 15:00 uur (UTC+1) | Wilfried Van Moer 73' |       | 50' Marc Molitor 77' Marc Molitor | Heizelstadion, Brussel Toeschouwers: 19.937 Scheidsrechter: Kurt Tschenscher (FRG) |

### 1971
|                                                                        |                                                                         |       |                                                                               |                                                                                       |
| 8 januari Vriendschappelijk № 331 «onderlinge duels» 21:00 uur (UTC−3) | Argentinië                                                              | 3 – 4 | Frankrijk                                                                     | La Bombonera, Buenos Aires Toeschouwers: 4.500 Scheidsrechter: Roberto Barreiro (ARG) |
| 8 januari Vriendschappelijk № 331 «onderlinge duels» 21:00 uur (UTC−3) | Miguel Ángel Brindisi 55' Miguel Nicolau 73' César Laraignée 90' (pen.) |       | 3' Charly Loubet 50' (pen.) Jean Djorkaeff 64' Georges Lech 89' Hervé Revelli | La Bombonera, Buenos Aires Toeschouwers: 4.500 Scheidsrechter: Roberto Barreiro (ARG) |

|                                                                         |                                                |       |           | |
| 13 januari Vriendschappelijk № 332 «onderlinge duels» 22:45 uur (UTC−3) | Argentinië                                     | 2 – 0 | Frankrijk | Estadio General San Martín, Mar del Plata Toeschouwers: 18.000 Scheidsrechter: Arturo Ithurralde (ARG) |
| 13 januari Vriendschappelijk № 332 «onderlinge duels» 22:45 uur (UTC−3) | César Laraignée 4' (pen.) Norberto Madurga 75' |       |           | Estadio General San Martín, Mar del Plata Toeschouwers: 18.000 Scheidsrechter: Arturo Ithurralde (ARG) |

|                                                                       |                     |       |                                     |                                                                                             |
| 17 maart Vriendschappelijk № 333 «onderlinge duels» 20:30 uur (UTC+1) | Spanje              | 2 – 2 | Frankrijk                           | Estadio Luís Casanova, Valencia Toeschouwers: 20.038 Scheidsrechter: Aurelio Angonese (ITA) |
| 17 maart Vriendschappelijk № 333 «onderlinge duels» 20:30 uur (UTC+1) | Pirri 61' Pirri 63' |       | 14' Hervé Revelli 54' Hervé Revelli | Estadio Luís Casanova, Valencia Toeschouwers: 20.038 Scheidsrechter: Aurelio Angonese (ITA) |

|                                                                          |                         |       |                   |                                                                                 |
| 24 april EK 1972 kwalificatie № 334 «onderlinge duels» 16:30 uur (UTC+1) | Hongarije               | 1 – 1 | Frankrijk         | Népstadion, Boedapest Toeschouwers: 45.867 Scheidsrechter: Joaquim Campos (POR) |
| 24 april EK 1972 kwalificatie № 334 «onderlinge duels» 16:30 uur (UTC+1) | Lajos Kocsis 70' (pen.) |       | 64' Hervé Revelli | Népstadion, Boedapest Toeschouwers: 45.867 Scheidsrechter: Joaquim Campos (POR) |

|                                                                             |                      |       |                                                            |                                                                                |
| 8 september EK 1972 kwalificatie № 335 «onderlinge duels» 19:00 uur (UTC+1) | Noorwegen            | 1 – 3 | Frankrijk                                                  | Ullevaalstadion, Oslo Toeschouwers: 16.544 Scheidsrechter: John Paterson (SCO) |
| 8 september EK 1972 kwalificatie № 335 «onderlinge duels» 19:00 uur (UTC+1) | Ola Dybwad-Olsen 80' |       | 33' Jacques Vergnes 34' Charly Loubet 49' Bernard Blanchet | Ullevaalstadion, Oslo Toeschouwers: 16.544 Scheidsrechter: John Paterson (SCO) |

|                                                                           |           |                                  |           | |
| 9 oktober EK 1972 kwalificatie № 336 «onderlinge duels» 15:00 uur (UTC+1) | Frankrijk | 0 – 2                            | Hongarije | Stade olympique Yves-du-Manoir, Colombes Toeschouwers: 21.756 Scheidsrechter: Gaspart Pintado (ESP) |
| 9 oktober EK 1972 kwalificatie № 336 «onderlinge duels» 15:00 uur (UTC+1) |           | 35' Ferenc Bene 43' Sándor Zámbó |           | Stade olympique Yves-du-Manoir, Colombes Toeschouwers: 21.756 Scheidsrechter: Gaspart Pintado (ESP) |

|                                                                             |                  |       |                                           |                                                                                   |
| 10 november EK 1972 kwalificatie № 337 «onderlinge duels» 20:30 uur (UTC+1) | Frankrijk        | 2 – 1 | Bulgarije                                 | Stade Marcel Saupin, Nantes Toeschouwers: 9.405 Scheidsrechter: Jack Taylor (ENG) |
| 10 november EK 1972 kwalificatie № 337 «onderlinge duels» 20:30 uur (UTC+1) | Georges Lech 64' |       | 54' (pen.) Hristo Bonev 87' Charly Loubet | Stade Marcel Saupin, Nantes Toeschouwers: 9.405 Scheidsrechter: Jack Taylor (ENG) |

|                                                                            |                                      |       |                      |                                                                                                   |
| 4 december EK 1972 kwalificatie № 338 «onderlinge duels» 14:30 uur (UTC+2) | Bulgarije                            | 2 – 1 | Frankrijk            | Vasil Levski Nationaal Stadion, Sofia Toeschouwers: 18.057 Scheidsrechter: Kurt Tschenscher (FRG) |
| 4 december EK 1972 kwalificatie № 338 «onderlinge duels» 14:30 uur (UTC+2) | Petar Zhekov 47' Atanas Mihaylov 82' |       | 84' Bernard Blanchet | Vasil Levski Nationaal Stadion, Sofia Toeschouwers: 18.057 Scheidsrechter: Kurt Tschenscher (FRG) |

### 1972
|                                                                      |                                       |       |           |                                                                                          |
| 8 april Vriendschappelijk № 339 «onderlinge duels» 16:30 uur (UTC+2) | Roemenië                              | 2 – 0 | Frankrijk | Stadionul 23 August, Boekarest Toeschouwers: 25.000 Scheidsrechter: Josip Strmečki (YGU) |
| 8 april Vriendschappelijk № 339 «onderlinge duels» 16:30 uur (UTC+2) | Anghel Iordănescu 16' Cornel Dinu 54' |       |           | Stadionul 23 August, Boekarest Toeschouwers: 25.000 Scheidsrechter: Josip Strmečki (YGU) |

| Braziliaanse Onafhankelijkheidsbeker |
| ------------------------------------ |

|                                                                           |          | |           |                                                                                         |
| 11 juni Taça Independência Groep A (eerste ronde) № 340 17:00 uur (UTC−3) | CONCACAF | 0 – 5                                                                                               | Frankrijk | Estádio Fonte Nova, Salvador Toeschouwers: 6.422 Scheidsrechter: Kurt Tschenscher (FRG) |
| 11 juni Taça Independência Groep A (eerste ronde) № 340 17:00 uur (UTC−3) |          | 35' Georges Bereta 60' Hervé Revelli 66' Hervé Revelli 80' (e.d.) Fernando Bulnes 84' Hervé Revelli |           | Estádio Fonte Nova, Salvador Toeschouwers: 6.422 Scheidsrechter: Kurt Tschenscher (FRG) |

|                                                                           |        |                                      |           |                                                                                     |
| 15 juni Taça Independência Groep A (eerste ronde) № 341 21:00 uur (UTC−3) | Afrika | 0 – 2                                | Frankrijk | Estádio Rei Pelé, Maceió Toeschouwers: 10.000 Scheidsrechter: Rudolf Scheurer (SUI) |
| 15 juni Taça Independência Groep A (eerste ronde) № 341 21:00 uur (UTC−3) |        | 35' Bernard Blanchet 83' Louis Floch |           | Estádio Rei Pelé, Maceió Toeschouwers: 10.000 Scheidsrechter: Rudolf Scheurer (SUI) |

|                                                                                              |                                              |       |                                                      |                                                                                             |
| 18 juni Taça Independência Groep A (eerste ronde) № 342 «onderlinge duels» 15:00 uur (UTC−3) | Colombia                                     | 2 – 3 | Frankrijk                                            | Estádio Fonte Nova, Salvador Toeschouwers: 10.000 Scheidsrechter: Ángel Eduardo Pazos (URU) |
| 18 juni Taça Independência Groep A (eerste ronde) № 342 «onderlinge duels» 15:00 uur (UTC−3) | Hernando Pineros 23' (pen.) Orlando Mesa 82' |       | 30' Charly Loubet 33' Marc Molitor 72' Charly Loubet | Estádio Fonte Nova, Salvador Toeschouwers: 10.000 Scheidsrechter: Ángel Eduardo Pazos (URU) |

|                                                                                              |            |       |           |                                                                                        |
| 25 juni Taça Independência Groep A (eerste ronde) № 343 «onderlinge duels» 17:00 uur (UTC−3) | Argentinië | 0 – 0 | Frankrijk | Estádio Fonte Nova, Salvador Toeschouwers: 6.587 Scheidsrechter: Armando Marques (ARG) |
| 25 juni Taça Independência Groep A (eerste ronde) № 343 «onderlinge duels» 17:00 uur (UTC−3) |            |       |           | Estádio Fonte Nova, Salvador Toeschouwers: 6.587 Scheidsrechter: Armando Marques (ARG) |

|  |  |  |  |  |  |  |  |  |

|                                                                          |                     |       |                                                           |                                                                                                |
| 2 september Vriendschappelijk № 344 «onderlinge duels» 20:30 uur (UTC+2) | Griekenland         | 1 – 3 | Frankrijk                                                 | Georgios Karaiskákisstadion, Piraeus Toeschouwers: 10.000 Scheidsrechter: Fulvio Pieroni (ITA) |
| 2 september Vriendschappelijk № 344 «onderlinge duels» 20:30 uur (UTC+2) | Stavros Sarafis 85' |       | 67' Henri Michel 86' Hervé Revelli 90' Jean-Michel Larqué | Georgios Karaiskákisstadion, Piraeus Toeschouwers: 10.000 Scheidsrechter: Fulvio Pieroni (ITA) |

|                                                                            |                    |       |             |                                                                                     |
| 13 oktober WK 1974 kwalificatie № 345 «onderlinge duels» 20:30 uur (UTC+1) | Frankrijk          | 1 – 0 | Sovjet-Unie | Parc des Princes, Parijs Toeschouwers: 29.746 Scheidsrechter: Rudolf Scheurer (SUI) |
| 13 oktober WK 1974 kwalificatie № 345 «onderlinge duels» 20:30 uur (UTC+1) | Georges Bereta 61' |       |             | Parc des Princes, Parijs Toeschouwers: 29.746 Scheidsrechter: Rudolf Scheurer (SUI) |

|                                                                           |                                 |       |                        |                                                                                 |
| 15 november WK 1974 kwalificatie № 346 «onderlinge duels» 19:45 uur (UTC) | Ierland                         | 2 – 1 | Frankrijk              | Dalymount Park, Dublin Toeschouwers: 26.511 Scheidsrechter: Kaj Rasmussen (DEN) |
| 15 november WK 1974 kwalificatie № 346 «onderlinge duels» 19:45 uur (UTC) | Terry Conroy 27' Ray Treacy 77' |       | 66' Jean-Michel Larqué | Dalymount Park, Dublin Toeschouwers: 26.511 Scheidsrechter: Kaj Rasmussen (DEN) |

### 1973
|                                                                      |                  |       |                                |                                                                                  |
| 3 maart Vriendschappelijk № 347 «onderlinge duels» 20:30 uur (UTC+1) | Frankrijk        | 1 – 2 | Portugal                       | Parc des Princes, Parijs Toeschouwers: 45.267 Scheidsrechter: Franz Geluck (BEL) |
| 3 maart Vriendschappelijk № 347 «onderlinge duels» 20:30 uur (UTC+1) | Marc Molitor 36' |       | 38' (pen.) Eusébio 87' Eusébio | Parc des Princes, Parijs Toeschouwers: 45.267 Scheidsrechter: Franz Geluck (BEL) |

|                                                                        |                  |       |                 |                                                                                    |
| 19 mei WK 1974 kwalificatie № 348 «onderlinge duels» 20:30 uur (UTC+1) | Frankrijk        | 1 – 1 | Ierland         | Parc des Princes, Parijs Toeschouwers: 28.405 Scheidsrechter: Nicolae Rainea (ROU) |
| 19 mei WK 1974 kwalificatie № 348 «onderlinge duels» 20:30 uur (UTC+1) | Serge Chiesa 79' |       | 83' Mick Martin | Parc des Princes, Parijs Toeschouwers: 28.405 Scheidsrechter: Nicolae Rainea (ROU) |

|                                                                        |                                             |       |           |                                                                                            |
| 26 mei WK 1974 kwalificatie № 349 «onderlinge duels» 18:00 uur (UTC+3) | Sovjet-Unie                                 | 2 – 0 | Frankrijk | Centraal Leninstadion, Moskou Toeschouwers: 76.604 Scheidsrechter: Ferdinand Biwersi (FRG) |
| 26 mei WK 1974 kwalificatie № 349 «onderlinge duels» 18:00 uur (UTC+3) | Oleh Blochin 81' Volodymyr Onysjtsjenko 84' |       |           | Centraal Leninstadion, Moskou Toeschouwers: 76.604 Scheidsrechter: Ferdinand Biwersi (FRG) |

|                                                                          |                                                  |       |                     |                                                                                   |
| 8 september Vriendschappelijk № 350 «onderlinge duels» 20:30 uur (UTC+1) | Frankrijk                                        | 3 – 1 | Griekenland         | Parc des Princes, Parijs Toeschouwers: 30.237 Scheidsrechter: Paolo Toselli (ITA) |
| 8 september Vriendschappelijk № 350 «onderlinge duels» 20:30 uur (UTC+1) | Roger Jouve 9' Marc Berdoll 59' Serge Chiesa 72' |       | 66' Kostas Aidiniou | Parc des Princes, Parijs Toeschouwers: 30.237 Scheidsrechter: Paolo Toselli (ITA) |

|                                                                         |                                        |       |                   |                                                                                       |
| 13 oktober Vriendschappelijk № 351 «onderlinge duels» 16:00 uur (UTC+1) | West-Duitsland                         | 2 – 1 | Frankrijk         | Parkstadion, Gelsenkirchen Toeschouwers: 70.200 Scheidsrechter: Rudolf Scheurer (SUI) |
| 13 oktober Vriendschappelijk № 351 «onderlinge duels» 16:00 uur (UTC+1) | Gerd Müller 55' Gerd Müller 59' (pen.) |       | 82' Marius Trésor | Parkstadion, Gelsenkirchen Toeschouwers: 70.200 Scheidsrechter: Rudolf Scheurer (SUI) |

|                                                                          |                                                              |       |            |                                                                                    |
| 21 november Vriendschappelijk № 352 «onderlinge duels» 20:30 uur (UTC+1) | Frankrijk                                                    | 3 – 0 | Denemarken | Parc des Princes, Parijs Toeschouwers: 22.534 Scheidsrechter: Heinz Aldinger (FRG) |
| 21 november Vriendschappelijk № 352 «onderlinge duels» 20:30 uur (UTC+1) | Georges Bereta 57' Søren Larsen 78' (e.d.) Hervé Revelli 89' |       |            | Parc des Princes, Parijs Toeschouwers: 22.534 Scheidsrechter: Heinz Aldinger (FRG) |

### 1974
|                                                                       |                    |       |          |                                                                                   |
| 23 maart Vriendschappelijk № 353 «onderlinge duels» 20:30 uur (UTC+1) | Frankrijk          | 1 – 0 | Roemenië | Parc des Princes, Parijs Toeschouwers: 20.224 Scheidsrechter: John Homewood (ENG) |
| 23 maart Vriendschappelijk № 353 «onderlinge duels» 20:30 uur (UTC+1) | Georges Bereta 59' |       |          | Parc des Princes, Parijs Toeschouwers: 20.224 Scheidsrechter: John Homewood (ENG) |

|                                                                       |                                                           |       |                                                         |                                                                                  |
| 27 april Vriendschappelijk № 354 «onderlinge duels» 19:30 uur (UTC+1) | Tsjecho-Slowakije                                         | 3 – 3 | Frankrijk                                               | Letenský Stadion, Praag Toeschouwers: 12.000 Scheidsrechter: Günter Männig (DDR) |
| 27 april Vriendschappelijk № 354 «onderlinge duels» 19:30 uur (UTC+1) | Ján Pivarník 33' Přemysl Bičovský 35' Antonín Panenka 87' |       | 7' Serge Chiesa 28' Bernard Lacombe 72' Bernard Lacombe | Letenský Stadion, Praag Toeschouwers: 12.000 Scheidsrechter: Günter Männig (DDR) |

|                                                                     |           |                  |            |                                                                                |
| 18 mei Vriendschappelijk № 355 «onderlinge duels» 20:30 uur (UTC+1) | Frankrijk | 0 – 1            | Argentinië | Parc des Princes, Parijs Toeschouwers: 26.735 Scheidsrechter: Jan Keizer (NED) |
| 18 mei Vriendschappelijk № 355 «onderlinge duels» 20:30 uur (UTC+1) |           | 22' Mario Kempes |            | Parc des Princes, Parijs Toeschouwers: 26.735 Scheidsrechter: Jan Keizer (NED) |

|                                                                          |       |                                             |           |                                                                                     |
| 7 september Vriendschappelijk № 356 «onderlinge duels» 16:30 uur (UTC+1) | Polen | 0 – 2                                       | Frankrijk | Olympiastadion, Wrocław Toeschouwers: 25.000 Scheidsrechter: Erik Fredriksson (SWE) |
| 7 september Vriendschappelijk № 356 «onderlinge duels» 16:30 uur (UTC+1) |       | 37' Christian Coste 39' Jean-François Jodar |           | Olympiastadion, Wrocław Toeschouwers: 25.000 Scheidsrechter: Erik Fredriksson (SWE) |

|                                                                            |                                               |       |                     |                                                                             |
| 12 oktober EK 1976 kwalificatie № 357 «onderlinge duels» 20:00 uur (UTC+1) | België                                        | 2 – 1 | Frankrijk           | Heizelstadion, Brussel Toeschouwers: 32.108 Scheidsrechter: Ken Burns (ENG) |
| 12 oktober EK 1976 kwalificatie № 357 «onderlinge duels» 20:00 uur (UTC+1) | Maurice Martens 12' François Van der Elst 75' |       | 16' Christian Coste | Heizelstadion, Brussel Toeschouwers: 32.108 Scheidsrechter: Ken Burns (ENG) |

|                                                                             |                                        |       |                                                |                                                                                          |
| 16 november EK 1976 kwalificatie № 358 «onderlinge duels» 20:30 uur (UTC+1) | Frankrijk                              | 2 – 2 | DDR                                            | Parc des Princes, Parijs Toeschouwers: 45.831 Scheidsrechter: Pablo Sánchez Ibáñez (ESP) |
| 16 november EK 1976 kwalificatie № 358 «onderlinge duels» 20:30 uur (UTC+1) | Jean-Marc Guillou 79' Jean Gallice 89' |       | 25' Jürgen Sparwasser 57' Hans-Jürgen Kreische | Parc des Princes, Parijs Toeschouwers: 45.831 Scheidsrechter: Pablo Sánchez Ibáñez (ESP) |

### 1975
|                                                                       |                                      |       |           |                                                                                  |
| 26 maart Vriendschappelijk № 359 «onderlinge duels» 20:30 uur (UTC+1) | Frankrijk                            | 2 – 0 | Hongarije | Parc des Princes, Parijs Toeschouwers: 25.000 Scheidsrechter: Klaus Ohmsen (FRG) |
| 26 maart Vriendschappelijk № 359 «onderlinge duels» 20:30 uur (UTC+1) | Henri Michel 56' Patrick Parizon 63' |       |           | Parc des Princes, Parijs Toeschouwers: 25.000 Scheidsrechter: Klaus Ohmsen (FRG) |

|                                                                       |           |                      |          | |
| 26 april Vriendschappelijk № 360 «onderlinge duels» 17:00 uur (UTC+1) | Frankrijk | 0 – 2                | Portugal | Stade olympique Yves-du-Manoir, Parijs Toeschouwers: 24.816 Scheidsrechter: Hans-Joachim Weyland (FRG) |
| 26 april Vriendschappelijk № 360 «onderlinge duels» 17:00 uur (UTC+1) |           | 21' Nené 64' Marinho |          | Stade olympique Yves-du-Manoir, Parijs Toeschouwers: 24.816 Scheidsrechter: Hans-Joachim Weyland (FRG) |

|                                                                      |         |       |           |                                                                                      |
| 25 mei EK 1976 kwalificatie № 361 «onderlinge duels» 14:00 uur (UTC) | IJsland | 0 – 0 | Frankrijk | Laugardalsvöllur, Reykjavik Toeschouwers: 7.613 Scheidsrechter: Malcolm Wright (NIR) |
| 25 mei EK 1976 kwalificatie № 361 «onderlinge duels» 14:00 uur (UTC) |         |       |           | Laugardalsvöllur, Reykjavik Toeschouwers: 7.613 Scheidsrechter: Malcolm Wright (NIR) |

|                                                                             |                                                              |       |         |                                                                                      |
| 3 september EK 1976 kwalificatie № 365 «onderlinge duels» 20:30 uur (UTC+1) | Frankrijk                                                    | 3 – 0 | IJsland | Stade Marcel Saupin, Nantes Toeschouwers: 14.217 Scheidsrechter: Albert Victor (LUX) |
| 3 september EK 1976 kwalificatie № 365 «onderlinge duels» 20:30 uur (UTC+1) | Jean-Marc Guillou 20' Jean-Marc Guillou 74' Marc Berdoll 87' |       |         | Stade Marcel Saupin, Nantes Toeschouwers: 14.217 Scheidsrechter: Albert Victor (LUX) |

|                                                                            |                                        |       |                        |                                                                                     |
| 12 oktober EK 1976 kwalificatie № 363 «onderlinge duels» 14:30 uur (UTC+1) | DDR                                    | 2 – 1 | Frankrijk              | Zentralstadion, Leipzig Toeschouwers: 28.544 Scheidsrechter: Erik Fredriksson (SWE) |
| 12 oktober EK 1976 kwalificatie № 363 «onderlinge duels» 14:30 uur (UTC+1) | Joachim Streich 56' Eberhard Vogel 78' |       | 50' Dominique Bathenay | Zentralstadion, Leipzig Toeschouwers: 28.544 Scheidsrechter: Erik Fredriksson (SWE) |

|                                                                             |           |       |        |                                                                                    |
| 15 november EK 1976 kwalificatie № 364 «onderlinge duels» 20:30 uur (UTC+1) | Frankrijk | 0 – 0 | België | Parc des Princes, Parijs Toeschouwers: 35.547 Scheidsrechter: Bobby Davidson (SCO) |
| 15 november EK 1976 kwalificatie № 364 «onderlinge duels» 20:30 uur (UTC+1) |           |       |        | Parc des Princes, Parijs Toeschouwers: 35.547 Scheidsrechter: Bobby Davidson (SCO) |

### 1976
|                                                                       |                                     |       |                                   |                                                                                  |
| 27 maart Vriendschappelijk № 365 «onderlinge duels» 20:30 uur (UTC+1) | Frankrijk                           | 2 – 2 | Tsjecho-Slowakije                 | Parc des Princes, Parijs Toeschouwers: 19.559 Scheidsrechter: Francis Rion (BEL) |
| 27 maart Vriendschappelijk № 365 «onderlinge duels» 20:30 uur (UTC+1) | Gérard Soler 17' Michel Platini 73' |       | 78' Anton Ondruš 83' Karol Dobiaš | Parc des Princes, Parijs Toeschouwers: 19.559 Scheidsrechter: Francis Rion (BEL) |

|                                                                       |                                                 |       |       |                                                                                           |
| 24 april Vriendschappelijk № 366 «onderlinge duels» 20:30 uur (UTC+1) | Frankrijk                                       | 2 – 0 | Polen | Stade Bollaert-Delelis, Lens Toeschouwers: 14.490 Scheidsrechter: Ferdinand Biwersi (FRG) |
| 24 april Vriendschappelijk № 366 «onderlinge duels» 20:30 uur (UTC+1) | Robert Pintenat 13' Henryk Wawrowski 64' (e.d.) |       |       | Stade Bollaert-Delelis, Lens Toeschouwers: 14.490 Scheidsrechter: Ferdinand Biwersi (FRG) |

|                                                                     |                   |       |           |                                                                              |
| 22 mei Vriendschappelijk № 367 «onderlinge duels» 20:00 uur (UTC+1) | Hongarije         | 1 – 0 | Frankrijk | Népstadion, Boedapest Toeschouwers: 8.726 Scheidsrechter: Franz Wöhrer (AUT) |
| 22 mei Vriendschappelijk № 367 «onderlinge duels» 20:00 uur (UTC+1) | László Fekete 46' |       |           | Népstadion, Boedapest Toeschouwers: 8.726 Scheidsrechter: Franz Wöhrer (AUT) |

|                                                                          |                 |       |                    |                                                                                              |
| 1 september Vriendschappelijk № 368 «onderlinge duels» 19:00 uur (UTC+1) | Denemarken      | 1 – 1 | Frankrijk          | Københavns Idrætspark, Kopenhagen Toeschouwers: 23.100 Scheidsrechter: Lars Åke Björck (SWE) |
| 1 september Vriendschappelijk № 368 «onderlinge duels» 19:00 uur (UTC+1) | Per Røntved 53' |       | 89' Michel Platini | Københavns Idrætspark, Kopenhagen Toeschouwers: 23.100 Scheidsrechter: Lars Åke Björck (SWE) |

|                                                                           |                                  |       |                                        |                                                                                            |
| 9 oktober WK 1978 kwalificatie № 369 «onderlinge duels» 15:00 uur (UTC+2) | Bulgarije                        | 2 – 2 | Frankrijk                              | Vasil Levski Nationaal Stadion, Sofia Toeschouwers: 45.000 Scheidsrechter: Ian Foote (SCO) |
| 9 oktober WK 1978 kwalificatie № 369 «onderlinge duels» 15:00 uur (UTC+2) | Hristo Bonev 45' Pavel Panov 68' |       | 37' Michel Platini 40' Bernard Lacombe | Vasil Levski Nationaal Stadion, Sofia Toeschouwers: 45.000 Scheidsrechter: Ian Foote (SCO) |

|                                                                             |                                           |       |         |                                                                                      |
| 17 november WK 1978 kwalificatie № 370 «onderlinge duels» 20:30 uur (UTC+1) | Frankrijk                                 | 2 – 0 | Ierland | Parc des Princes, Parijs Toeschouwers: 43.417 Scheidsrechter: Dušan Maksimović (YUG) |
| 17 november WK 1978 kwalificatie № 370 «onderlinge duels» 20:30 uur (UTC+1) | Michel Platini 47' Dominique Bathenay 88' |       |         | Parc des Princes, Parijs Toeschouwers: 43.417 Scheidsrechter: Dušan Maksimović (YUG) |

### 1977
|                                                                          |                    |       |                |                                                                                          |
| 23 februari Vriendschappelijk № 371 «onderlinge duels» 20:30 uur (UTC+1) | Frankrijk          | 1 – 0 | West-Duitsland | Parc des Princes, Parijs Toeschouwers: 43.703 Scheidsrechter: Pablo Sánchez Ibáñez (ESP) |
| 23 februari Vriendschappelijk № 371 «onderlinge duels» 20:30 uur (UTC+1) | Olivier Rouyer 52' |       |                | Parc des Princes, Parijs Toeschouwers: 43.703 Scheidsrechter: Pablo Sánchez Ibáñez (ESP) |

|                                                                          |                |       |           |                                                                                  |
| 30 maart WK 1978 kwalificatie № 372 «onderlinge duels» 16:45 uur (UTC+1) | Ierland        | 1 – 0 | Frankrijk | Lansdowne Road, Dublin Toeschouwers: 36.000 Scheidsrechter: Erich Linemayr (AUT) |
| 30 maart WK 1978 kwalificatie № 372 «onderlinge duels» 16:45 uur (UTC+1) | Liam Brady 11' |       |           | Lansdowne Road, Dublin Toeschouwers: 36.000 Scheidsrechter: Erich Linemayr (AUT) |

|                                                                       |             |                                                                              |           |                                                                                       |
| 23 april Vriendschappelijk № 373 «onderlinge duels» 20:30 uur (UTC+1) | Zwitserland | 0 – 4                                                                        | Frankrijk | Stade des Charmilles, Genève Toeschouwers: 27.600 Scheidsrechter: Fred Delcourt (BEL) |
| 23 april Vriendschappelijk № 373 «onderlinge duels» 20:30 uur (UTC+1) |             | 31' Michel Platini 73' Didier Six 87' Dominique Rocheteau 89' Olivier Rouyer |           | Stade des Charmilles, Genève Toeschouwers: 27.600 Scheidsrechter: Fred Delcourt (BEL) |

|                                                                      |            |       |           |                                                                                                |
| 26 juni Vriendschappelijk № 374 «onderlinge duels» 15:00 uur (UTC−3) | Argentinië | 0 – 0 | Frankrijk | Estadio Monumental, Buenos Aires Toeschouwers: 40.000 Scheidsrechter: Edison Pérez Núñez (PER) |
| 26 juni Vriendschappelijk № 374 «onderlinge duels» 15:00 uur (UTC−3) |            |       |           | Estadio Monumental, Buenos Aires Toeschouwers: 40.000 Scheidsrechter: Edison Pérez Núñez (PER) |

|                                                                      |                                 |       |                                  |                                                                                    |
| 30 juni Vriendschappelijk № 375 «onderlinge duels» 19:30 uur (UTC−3) | Brazilië                        | 2 – 2 | Frankrijk                        | Maracanã, Rio de Janeiro Toeschouwers: 83.535 Scheidsrechter: Romualdo Filho (BRA) |
| 30 juni Vriendschappelijk № 375 «onderlinge duels» 19:30 uur (UTC−3) | Edinho 30' Roberto Dinamite 51' |       | 52' Didier Six 85' Marius Trésor | Maracanã, Rio de Janeiro Toeschouwers: 83.535 Scheidsrechter: Romualdo Filho (BRA) |

|                                                                        |           |       |             |                                                                                           |
| 8 oktober Vriendschappelijk № 376 «onderlinge duels» 20:30 uur (UTC+1) | Frankrijk | 0 – 0 | Sovjet-Unie | Parc des Princes, Parijs Toeschouwers: 40.823 Scheidsrechter: Marcel Van Langenhove (BEL) |
| 8 oktober Vriendschappelijk № 376 «onderlinge duels» 20:30 uur (UTC+1) |           |       |             | Parc des Princes, Parijs Toeschouwers: 40.823 Scheidsrechter: Marcel Van Langenhove (BEL) |

|                                                                             |                                                                |       |                      |                                                                                    |
| 16 november WK 1978 kwalificatie № 377 «onderlinge duels» 20:30 uur (UTC+1) | Frankrijk                                                      | 3 – 1 | Bulgarije            | Parc des Princes, Parijs Toeschouwers: 44.860 Scheidsrechter: Charles Corver (NED) |
| 16 november WK 1978 kwalificatie № 377 «onderlinge duels» 20:30 uur (UTC+1) | Dominique Rocheteau 8' Michel Platini 63' Christian Dalger 90' |       | 85' Chavdar Tsvetkov | Parc des Princes, Parijs Toeschouwers: 44.860 Scheidsrechter: Charles Corver (NED) |

### 1978
|                                                                         |                                               |       |                                           |                                                                                           |
| 8 februari Vriendschappelijk № 351 «onderlinge duels» 15:00 uur (UTC+1) | Italië                                        | 2 – 2 | Frankrijk                                 | Stadio San Paolo, Napels Toeschouwers: 66.158 Scheidsrechter: Ángel Franco Martínez (ESP) |
| 8 februari Vriendschappelijk № 351 «onderlinge duels» 15:00 uur (UTC+1) | Francesco Graziani 13' Francesco Graziani 22' |       | 51' Dominique Bathenay 81' Michel Platini | Stadio San Paolo, Napels Toeschouwers: 66.158 Scheidsrechter: Ángel Franco Martínez (ESP) |

|                                                                      |                                       |       |          |                                                                                   |
| 9 maart Vriendschappelijk № 379 «onderlinge duels» 20:30 uur (UTC+1) | Frankrijk                             | 2 – 0 | Portugal | Parc des Princes, Parijs Toeschouwers: 42.241 Scheidsrechter: Alexis Ponnet (BEL) |
| 9 maart Vriendschappelijk № 379 «onderlinge duels» 20:30 uur (UTC+1) | Bruno Baronchelli 9' Marc Berdoll 40' |       |          | Parc des Princes, Parijs Toeschouwers: 42.241 Scheidsrechter: Alexis Ponnet (BEL) |

|                                                                      |                    |       |          |                                                                                   |
| 1 april Vriendschappelijk № 380 «onderlinge duels» 20:30 uur (UTC+1) | Frankrijk          | 1 – 0 | Brazilië | Parc des Princes, Parijs Toeschouwers: 46.065 Scheidsrechter: Pat Partridge (ENG) |
| 1 april Vriendschappelijk № 380 «onderlinge duels» 20:30 uur (UTC+1) | Michel Platini 86' |       |          | Parc des Princes, Parijs Toeschouwers: 46.065 Scheidsrechter: Pat Partridge (ENG) |

|                                                                     |                                    |       |                   |                                                                                              |
| 11 mei Vriendschappelijk № 381 «onderlinge duels» 20:30 uur (UTC+2) | Frankrijk                          | 2 – 1 | Iran              | Stade de Toulouse, Toulouse Toeschouwers: 34.000 Scheidsrechter: Augusto Lamo Castillo (ESP) |
| 11 mei Vriendschappelijk № 381 «onderlinge duels» 20:30 uur (UTC+2) | Albert Gemmrich 14' Didier Six 70' |       | 47' Hassan Roshan | Stade de Toulouse, Toulouse Toeschouwers: 34.000 Scheidsrechter: Augusto Lamo Castillo (ESP) |

|                                                                     |                                         |       |         |                                                                                            |
| 19 mei Vriendschappelijk № 382 «onderlinge duels» 20:30 uur (UTC+2) | Frankrijk                               | 2 – 0 | Tunesië | Stade du Nord, Villeneuve-d'Ascq Toeschouwers: 35.000 Scheidsrechter: Charles Corver (NED) |
| 19 mei Vriendschappelijk № 382 «onderlinge duels» 20:30 uur (UTC+2) | Michel Platini 71' Christian Dalger 74' |       |         | Stade du Nord, Villeneuve-d'Ascq Toeschouwers: 35.000 Scheidsrechter: Charles Corver (NED) |

| Wereldkampioenschap voetbal 1978 |
| -------------------------------- |

|                                                                   |                                       |       |                    | |
| 2 juni WK 1978 Groep 1 № 383 «onderlinge duels» 13:45 uur (UTC−3) | Italië                                | 2 – 1 | Frankrijk          | Estadio José María Minella, Mar del Plata Toeschouwers: 42.373 Scheidsrechter: Nicolae Rainea (ROU) |
| 2 juni WK 1978 Groep 1 № 383 «onderlinge duels» 13:45 uur (UTC−3) | Paolo Rossi 29' Renato Zaccarelli 54' |       | 1' Bernard Lacombe | Estadio José María Minella, Mar del Plata Toeschouwers: 42.373 Scheidsrechter: Nicolae Rainea (ROU) |

|                                                                   |                                                 |       |                    |                                                                                         |
| 6 juni WK 1978 Groep 1 № 384 «onderlinge duels» 19:15 uur (UTC−3) | Argentinië                                      | 2 – 1 | Frankrijk          | Estadio Monumental, Buenos Aires Toeschouwers: 71.666 Scheidsrechter: Jean Dubach (SUI) |
| 6 juni WK 1978 Groep 1 № 384 «onderlinge duels» 19:15 uur (UTC−3) | Daniel Passarella 45' (pen.) Leopoldo Luque 73' |       | 60' Michel Platini | Estadio Monumental, Buenos Aires Toeschouwers: 71.666 Scheidsrechter: Jean Dubach (SUI) |

|                                                                    |                                                              |       |                    | |
| 10 juni WK 1978 Groep 1 № 385 «onderlinge duels» 15:00 uur (UTC−3) | Frankrijk                                                    | 3 – 1 | Hongarije          | Estadio José María Minella, Mar del Plata Toeschouwers: 23.127 Scheidsrechter: Arnaldo Coelho (BRA) |
| 10 juni WK 1978 Groep 1 № 385 «onderlinge duels» 15:00 uur (UTC−3) | Christian Lopez 22' Marc Berdoll 37' Dominique Rocheteau 42' |       | 41' Sándor Zombori | Estadio José María Minella, Mar del Plata Toeschouwers: 23.127 Scheidsrechter: Arnaldo Coelho (BRA) |

|  |  |  |  |  |  |  |  |  |

|                                                                             |                                 |       |                                        |                                                                                    |
| 1 september EK 1980 kwalificatie № 386 «onderlinge duels» 20:30 uur (UTC+2) | Frankrijk                       | 2 – 2 | Zweden                                 | Parc des Princes, Parijs Toeschouwers: 44.703 Scheidsrechter: Károly Palotai (HUN) |
| 1 september EK 1980 kwalificatie № 386 «onderlinge duels» 20:30 uur (UTC+2) | Marc Berdoll 72' Didier Six 85' |       | 54' Mats Nordgren 89' Anders Grönhagen | Parc des Princes, Parijs Toeschouwers: 44.703 Scheidsrechter: Károly Palotai (HUN) |

|                                                                           |                    |       |                                                      |                                                                                    |
| 7 oktober EK 1980 kwalificatie № 387 «onderlinge duels» 15:30 uur (UTC+1) | Luxemburg          | 1 – 3 | Frankrijk                                            | Stade Municipal, Luxemburg Toeschouwers: 12.652 Scheidsrechter: Henk Weerink (NED) |
| 7 oktober EK 1980 kwalificatie № 387 «onderlinge duels» 15:30 uur (UTC+1) | Romain Michaux 74' |       | 15' Didier Six 63' Marius Trésor 80' Albert Gemmrich | Stade Municipal, Luxemburg Toeschouwers: 12.652 Scheidsrechter: Henk Weerink (NED) |

|                                                                         |                    |       |        |                                                                                       |
| 8 november Vriendschappelijk № 388 «onderlinge duels» 20:30 uur (UTC+1) | Frankrijk          | 1 – 0 | Spanje | Parc des Princes, Parijs Toeschouwers: 37.897 Scheidsrechter: Walter Eschweiler (FRG) |
| 8 november Vriendschappelijk № 388 «onderlinge duels» 20:30 uur (UTC+1) | Léonard Specht 41' |       |        | Parc des Princes, Parijs Toeschouwers: 37.897 Scheidsrechter: Walter Eschweiler (FRG) |

### 1979
|                                                                             |                                                         |       |           |                                                                                 |
| 25 februari EK 1980 kwalificatie № 389 «onderlinge duels» 15:00 uur (UTC+1) | Frankrijk                                               | 3 – 0 | Luxemburg | Parc des Princes, Parijs Toeschouwers: 42.788 Scheidsrechter: Ron Bridges (WAL) |
| 25 februari EK 1980 kwalificatie № 389 «onderlinge duels» 15:00 uur (UTC+1) | Jean Petit 38' Albert Emon 60' Jean-François Larios 78' |       |           | Parc des Princes, Parijs Toeschouwers: 42.788 Scheidsrechter: Ron Bridges (WAL) |

|                                                                         |                                                    |       |           |                                                                                    |
| 4 april EK 1980 kwalificatie № 390 «onderlinge duels» 17:00 uur (UTC+2) | Tsjecho-Slowakije                                  | 2 – 0 | Frankrijk | Tehelné pole, Bratislava Toeschouwers: 48.138 Scheidsrechter: Heinz Aldinger (FRG) |
| 4 april EK 1980 kwalificatie № 390 «onderlinge duels» 17:00 uur (UTC+2) | Antonín Panenka 65' (pen.) František Štambachr 72' |       |           | Tehelné pole, Bratislava Toeschouwers: 48.138 Scheidsrechter: Heinz Aldinger (FRG) |

|                                                                    |                  | |           |                                                                                           |
| 2 mei Vriendschappelijk № 391 «onderlinge duels» 21:00 uur (UTC−4) | Verenigde Staten | 0 – 6 | Frankrijk | Giants Stadium, East Rutherford Toeschouwers: 20.591 Scheidsrechter: Marco Dorantes (MEX) |
| 2 mei Vriendschappelijk № 391 «onderlinge duels» 21:00 uur (UTC−4) |                  | 8' Bernard Lacombe 14' Bernard Lacombe 37' Bernard Lacombe 42' (e.d.) Don Droege 61' Loïc Amisse 73' Didier Six |           | Giants Stadium, East Rutherford Toeschouwers: 20.591 Scheidsrechter: Marco Dorantes (MEX) |

|                                                                             |                  |       |                                                              |                                                                                        |
| 5 september EK 1980 kwalificatie № 392 «onderlinge duels» 19:00 uur (UTC+1) | Zweden           | 1 – 3 | Frankrijk                                                    | Råsundastadion, Solna Toeschouwers: 14.395 Scheidsrechter: Ángel Franco Martínez (ESP) |
| 5 september EK 1980 kwalificatie № 392 «onderlinge duels» 19:00 uur (UTC+1) | Rutger Backe 24' |       | 14' Bernard Lacombe 54' Michel Platini 71' Patrick Battiston | Råsundastadion, Solna Toeschouwers: 14.395 Scheidsrechter: Ángel Franco Martínez (ESP) |

|                                                                         |                                                     |       |                  |                                                                                        |
| 10 oktober Vriendschappelijk № 393 «onderlinge duels» 20:30 uur (UTC+1) | Frankrijk                                           | 3 – 0 | Verenigde Staten | Parc des Princes, Parijs Toeschouwers: 30.000 Scheidsrechter: Henk van Ettekoven (NED) |
| 10 oktober Vriendschappelijk № 393 «onderlinge duels» 20:30 uur (UTC+1) | Michel Platini 5' Roland Wagner 18' Loïc Amisse 23' |       |                  | Parc des Princes, Parijs Toeschouwers: 30.000 Scheidsrechter: Henk van Ettekoven (NED) |

|                                                                             |                                      |       |                   |                                                                                     |
| 17 november EK 1980 kwalificatie № 394 «onderlinge duels» 20:30 uur (UTC+1) | Frankrijk                            | 2 – 1 | Tsjecho-Slowakije | Parc des Princes, Parijs Toeschouwers: 39.973 Scheidsrechter: Horst Brummeier (AUT) |
| 17 november EK 1980 kwalificatie № 394 «onderlinge duels» 20:30 uur (UTC+1) | Éric Pécout 67' Gilles Rampillon 76' |       | 80' Ján Kozák     | Parc des Princes, Parijs Toeschouwers: 39.973 Scheidsrechter: Horst Brummeier (AUT) |

CONMEBOL: Colombia · Ecuador

UEFA: Albanië · België · Bulgarije · Cyprus · Denemarken · West-Duitsland · Duitse Democratische Republiek · Engeland · Finland · Frankrijk · Griekenland · Hongarije · IJsland · Ierland · Italië · Joegoslavië · Luxemburg · Malta · Nederland · Noord-Ierland · Noorwegen · Oostenrijk · Polen · Portugal · Roemenië · Schotland ·  Sovjet-Unie ·  Spanje · Tsjecho-Slowakije · Turkije · Wales ·  Zweden · Zwitserland

CAF: Madagaskar AFC: Israël

FFF · A-internationals · Selecties · Bondscoaches · Frans vrouwenelftal · Olympisch elftal · Frankrijk U21 · Frankrijk U20 · Frankrijk U19 · Frankrijk U18 · Frankrijk U17 · Frankrijk U16 · Vrouwen U17
1904 – 1919 ·
1920 – 1929 ·
1930 – 1939 ·
1940 – 1949 ·
1950 – 1959 ·
1960 – 1969 ·
1970 – 1979 ·
1980 – 1989 ·
1990 – 1999 ·
2000 – 2009 ·
2010 – 2019 ·
2020 – 2029
EK's: 1984 · 
1992 · 
1996 · 
2000 · 
2004 · 
2008 · 
2012 · 
2016 · 
2020 · 
2024
WK's: 1930 · 
1934 · 
1938 · 
1954 · 
1958 · 
1966 · 
1978 · 
1982 · 
1986 · 
1998 · 
2002 · 
2006 · 
2010 · 
2014 · 
2018 · 
2022
OS: 1900 · 
1908 · 
1920 · 
1924 · 
1948 · 
1952 · 
1960 · 
1968 · 
1976 · 
1984 · 
1996 · 
2020
1904 · 
1905 · 
1906 · 
1907 · 
1908 · 
1909 · 
1910 · 
1911 · 
1912 · 
1913 · 
1914 · 
1915 · 1916 · 1917 · 1918 · 
1919 · 
1920 · 
1921 · 
1922 · 
1923 · 
1924 · 
1925 · 
1926 · 
1927 · 
1928 · 
1929 · 
1930 · 
1931 · 
1932 · 
1933 · 
1934 · 
1935 · 
1936 · 
1937 · 
1938 · 
1939 · 
1940 · 1941  · 
1942 · 
1943 · 1944  · 
1945 · 
1946 · 
1947 · 
1948 · 
1949 · 
1950 · 
1951 · 
1952 · 
1953 · 
1954 · 
1955 · 
1956 · 
1957 · 
1958 · 
1959 ·
1960 · 
1961 · 
1962 · 
1963 · 
1964 · 
1965 · 
1966 · 
1967 · 
1968 · 
1969 ·
1970 · 
1971 · 
1972 · 
1973 · 
1974 · 
1975 · 
1976 · 
1977 · 
1978 · 
1979 ·
1980 · 
1981 · 
1982 · 
1983 · 
1984 · 
1985 · 
1986 · 
1987 · 
1988 · 
1989 · 
1990 · 
1991 · 
1992 · 
1993 · 
1994 · 
1995 · 
1996 · 
1997 · 
1998 · 
1999 · 
2000 · 
2001 · 
2002 · 
2003 · 
2004 · 
2005 · 
2006 · 
2007 · 
2008 · 
2009 · 
2010 · 
2011 · 
2012 · 
2013 · 
2014 · 
2015 · 
2016 · 
2017 · 
2018 ·
2019 ·
2020 ·
2021 ·
2022 ·
2023
Albanië ·
Algerije ·
Andorra ·
Argentinië ·
Armenië ·
Australië ·
Azerbeidzjan ·
België ·
Bolivia ·
Bosnië en Herzegovina ·
Brazilië ·
Bulgarije ·
Canada ·
Chili ·
China ·
Colombia ·
Costa Rica ·
Cyprus ·
Denemarken ·
Duitse Democratische Republiek ·
Duitsland ·
Ecuador ·
Egypte ·
Engeland ·
Estland ·
Faeröer ·
Finland ·
Georgië ·
Gibraltar ·
Griekenland ·
Honduras ·
Hongarije ·
Ierland ·
IJsland ·
Iran ·
Israël ·
Italië ·
Ivoorkust ·
Jamaica ·
Japan ·
Joegoslavië ·
Kameroen ·
Kazachstan ·
Koeweit ·
Kroatië ·
Letland ·
Litouwen ·
Luxemburg ·
Malta ·
Marokko ·
Mexico ·
Moldavië ·
Nederland ·
Nieuw-Zeeland ·
Nigeria ·
Noord-Ierland ·
Noorwegen ·
Oekraïne ·
Oostenrijk ·
Paraguay ·
Peru · 
Polen ·
Portugal ·
Roemenië ·
Rusland ·
Saoedi-Arabië ·
Schotland ·
Senegal ·
Servië ·
Slovenië ·
Slowakije ·
Sovjet-Unie ·
Spanje ·
Togo ·
Tsjechië ·
Tsjecho-Slowakije ·
Tunesië ·
Turkije ·
Uruguay ·
Verenigde Staten ·
Wales ·
Wit-Rusland ·
Zuid-Afrika ·
Zuid-Korea ·
Zweden ·
Zwitserland
Albanië (2016) ·
Argentinië (2018) ·
Argentinië (2022) ·
Australië (2018) · 
België (1904) · 
België (2018) · 
Brazilië (1998) · 
Brazilië (2006) · 
Denemarken (2002) · 
Denemarken (2018) ·
Duitsland (2014) · 
Duitsland (2021) · 
Ecuador (2014) · 
Engeland (1982) · 
Engeland (2012) · 
Engeland (2022) ·
Honduras (2014) · 
Hongarije (2021) · 
Italië (2000) · 
Italië (2006) · 
Italië (2008) · 
Japan (2001) · 
Kameroen (2003) · 
Koeweit (1982) · 
Kroatië (2018) · 
Marokko (2022) ·
Mexico (2010) · 
Nederland (2008) · 
Nigeria (2014) ·
Noord-Ierland (1982) · 
Oekraïne (2012) · 
Oostenrijk (1982) · 
Peru (2018) · 
Polen (1982) · 
Polen (2022) ·
Portugal (2006) · 
Portugal (2016) ·
Portugal (2021) ·
Roemenië (2008) ·
Roemenië (2016) ·
Senegal (2002) · 
Spanje (1984) ·
Spanje (2006) ·
Spanje (2012) ·
Spanje (2021) ·
Togo (2006) ·
Tsjecho-Slowakije (1982) ·
Uruguay (2002) ·
Uruguay (2010) ·
Uruguay (2018) ·
Zuid-Afrika (2010) ·
Zuid-Korea (2006) ·
Zweden (2012) ·
Zwitserland (2006) ·
Zwitserland (2014) ·
Zwitserland (2016) ·
Zwitserland (2021)